# Tityra inquisitor
Tityra inquisitor là một loài chim trong họ Tityridae.